# فیلم استریپ

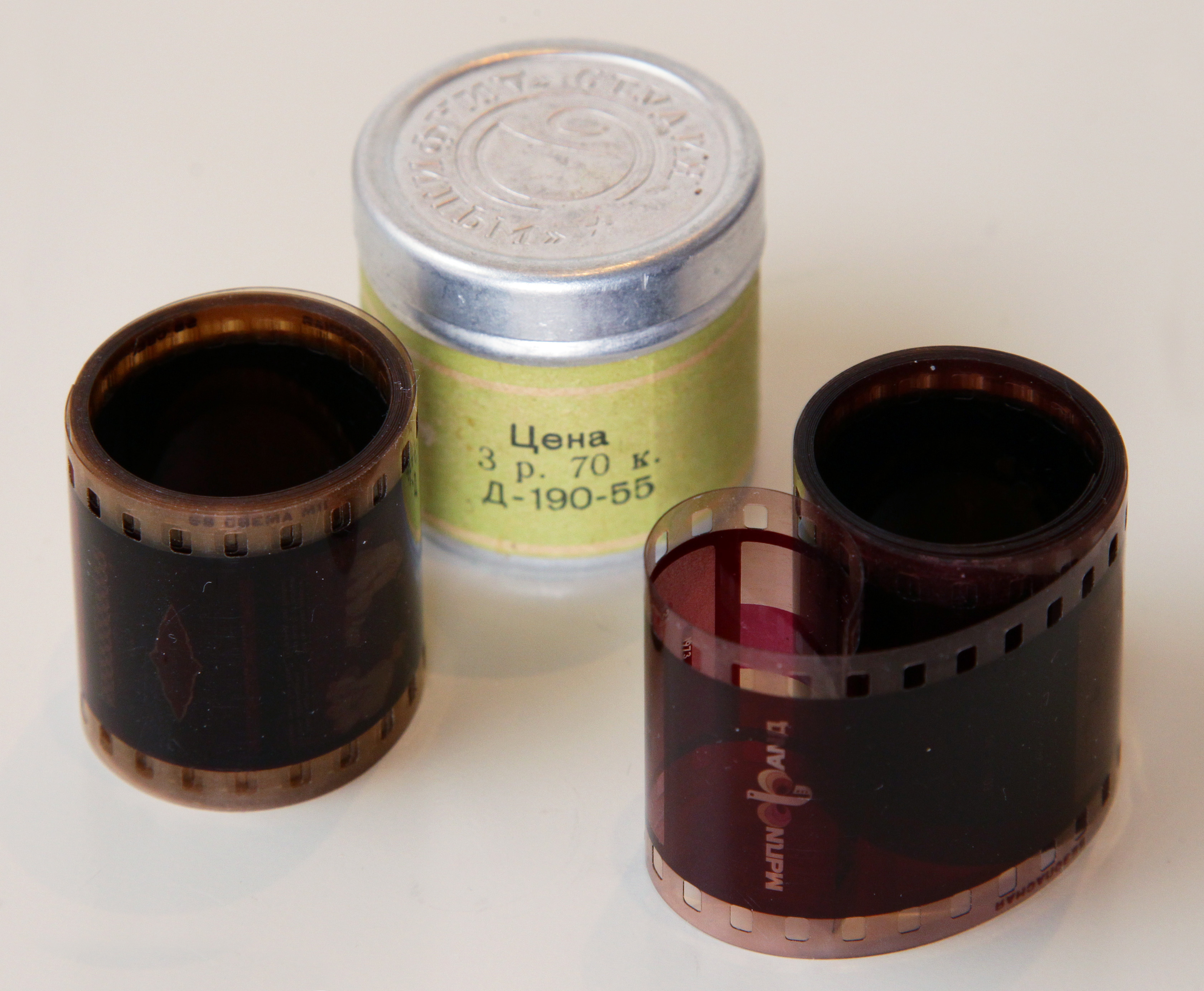
فیلم استریپ

فیلم استریپ یکی از مواد دیداری است که از یک حلقه فیلم ۱۶ یا ۳۵ میلی‌متری با طول حداکثر پنجاه قاب یا فریم تشکیل می‌شود و حاوی عکس، متن و دیگر اطلاعات است. قاب‌های فیلم استریپ را یک به یک به وسیله پروژکتور مخصوص روی پرده می‌اندازند. هر فریم فیلم استریپ را تا مدت زمان لازم می‌توان ثابت نگهداشت و سپس تصویر بعدی را به نمایش درآورد. فیلم استریپ ناطق با صفحه یا نوار همراه است. از فیلم استریپ معمولاً برای نمایش ترتیب و توالی یک فرایند، مانند مراحل رشد یک گل استفاده می‌شود.

## انواع
1. صامت یک قابی با اندازه ۲۳×۵/۱۷ میلی‌متر؛
2. صامت دو قابی با زیرنویس در اندازه ۲۳×۳۵ میلی‌متر؛
3. کارتریج ۳۵ میلی‌متری؛
4. همراه با نوار شنیداری به نحوی که تصاویر با صدا همزمان شده باشد؛
5. همراه با نوار شنیداری که تصاویر با صدا همزمان نشده باشد؛
6. همراه با صفحه ۴۵، ۷۸، و۳۱۳۳ دور در دقیقه؛
7. کارتریج همراه با نوار شنیداری (:۲ ۲۰۹؛ ۴)؛ و)۸ فیلم‌استریپ‌های سه بعدی

## پیدایش
فیلم استریپ در زمانی ابداع شد که فناوری نمایش فیلم اجازه نمایش تک تک قاب‌های فیلم را نمی‌داد. فیلم‌استریپ برای استفاده از رسانه پرقدرت تصویر توأم با صدا، عمدتاً برای منظورهای آموزشی به وجود آمد و به آسانی و به بهای کم قابل تکثیر و استفاده بود؛ تصاویر آن، کم، خراب، و از ترتیب خارج نمی‌شوند، اما عیب آن ممکن نبودن تغییر ترتیب نمایش قاب‌هاست (:۷ ۱۶۳). در انتخاب فیلم‌استریپ باید به خوانا بودن نوشته‌های آن، رنگ، تکنیک عکاسی، و ذوق هنری توجه داشت. تازگی و اعتبار و تناسب با پیش زمینه مخاطبان نیز از ملاحظات مهم در انتخاب فیلم استریپ است.

## مشخصات کتابشناختی فیلم استریپ در مرحله فهرستنویسی
فریم تنها، دوتایی، یا روی حلقه فیلم (با زیرنویس یا بدون زیرنویس)؛ با صدا همراه صفحه، نوار کاست، کارتریج؛ سیاه و سفید یا رنگی. اگر فیلم‌استریپ به صورت مجموعه باشد و هر قسمت عنوان جدایی داشته باشد، عنوان مجموعه، مدخل اصلی محسوب شده و به تک تک عناوین قسمت‌ها شناسه افزوده داده می‌شود. زمانی که متن همراه فیلم استریپ است، این مسئله هم در کارت فهرستنویسی باید ذکر شود. کارل تی. کاکس، مدیر مرکز آموزشی کالج دولتی دانشگاه کورتلند در نیویورک، قوانینی را برای فهرستنویسی این ماده تنظیم کرده و راهنمایی‌های مفیدی فراهم آورده‌است. وی پیشنهاد می‌کند که فیلم استریپ‌ها بر اساس سن استفاده‌کنندگان با علائمی به ترتیب زیر مشخص و درجه‌بندی شود:
- (تا ۳ سال) مهدکودک P
- (۴–۶) آمادگی l
- (۷–۹) دبستانJH
- (۱۰–۱۲) دبیرستانHS
- دانشگاهC
- بزرگسالانA

استفاده از علائم فوق شبیه دسته‌بندی خاصی است که ناشران، کتاب‌های کودکان را بر اساس آن به ترتیب سنی درجه‌بندی می‌کنند. شایان ذکر است این دسته‌بندی هرگز نمی‌تواند همه جوانب کار را پوشش دهد.